# Червоний Мост
Червоний Мост (пол. Czerwony Most) — село в Польщі, у гміні Конське Конецького повіту Свентокшиського воєводства.
Населення — 181 особа (2011).
У 1975-1998 роках село належало до Келецького воєводства.

## Демографія
Демографічна структура на день 31 березня 2011 року:
|          | Загалом | Допрацездатний вік | Працездатний вік | Постпрацездатний вік |
| -------- | ------- | ------------------ | ---------------- | -------------------- |
| Чоловіки | 83      | 15                 | 57               | 11                   |
| Жінки    | 98      | 19                 | 50               | 29                   |
| Разом    | 181     | 34                 | 107              | 40                   |